# プロ野球コーチ

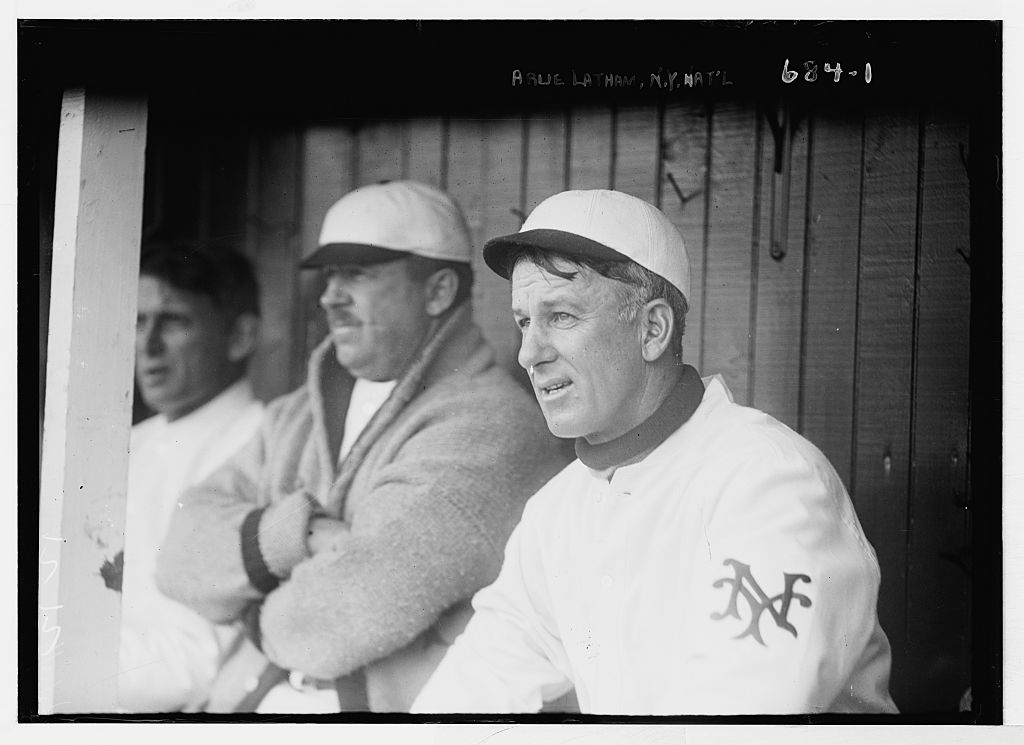
ニューヨーク・ジャイアンツのダッグアウト（1909年）。手前は、この年に史上初の専任コーチに就任した三塁コーチのアーリー・レイサム、中央は投手コーチのウィルバート・ロビンソン。

プロ野球コーチ（プロ野球におけるコーチ）とは、監督やヘッドコーチの補佐役としてチーム（球団）が円滑に機能するように支援する役職である。

## 歴史
プロ野球は監督やコーチが一般的に、選手と同様に背番号を付けたユニフォームを着用しているという点で非常に特殊なプロスポーツである。この顕著な例外は1901年から1950年までフィラデルフィア・アスレチックスの監督を50年間務め続けたコニー・マック（ビジネス用のブラックスーツを着用）と1931年から1950年までニューヨーク・ヤンキースやボストン・レッドソックスの監督を務めたジョー・マッカーシー（背番号が普及していた時代に背番号の入っていないユニフォームを着用）である。
メジャーリーグベースボール（MLB）においては、1909年シーズンにニューヨーク・ジャイアンツのジョン・マグロー監督によって三塁コーチの仕事を与えられたアーリー・レイサムが初の専任コーチとして知られている。以後は他のチームもこれに追随し、1920年代には全てのMLBのチームが選手兼任コーチに替わり、有給の専任コーチを置くようになっていた。コーチ数の増加に対処して1960年代には試合中にダッグアウトに配置出来る監督は1人、コーチは6人までに制限された。
日本プロ野球（NPB）でコーチとして所属する者の数は、一軍二軍あわせて20人程度とされる。公式戦ではコーチが試合中にベンチ入りできる人数が8人に制限されており、オーバーする場合はスコアラー・マネージャー・打撃投手・ブルペン捕手などチームスタッフとしてベンチ入りさせ、この場合はユニフォームは着用しない。特にトレーニングコーチ（あるいはコンディショニングコーチ）はトレーナーとしてベンチ入りすることが常態化している。試合でユニフォームを着用する機会が無くとも背番号が付与されている。コーチの背番号はMLBでは特に決まってはないが、NPBでは大体70・80・90番台に集中している。

## 役割

### ヘッドコーチ
ヘッドコーチは、基本的にはチームで監督に次ぐ2番目の序列を有する監督の補佐役である。主に作戦面を担当して監督に状況に応じた助言を提供している。監督が退場処分、出場停止処分、病気、個人的な理由などで試合に出場出来ない場合には監督代行を務める。
2025年のNPBのヘッドコーチ
セントラル・リーグ
| 球団                   | 一軍     | ファーム |
| ---------------------- | -------- | -------- |
| 読売ジャイアンツ       | 二岡智宏 | なし     |
| 阪神タイガース         | なし     | なし     |
| 中日ドラゴンズ         | なし     | なし     |
| 横浜DeNAベイスターズ   | なし     | なし     |
| 広島東洋カープ         | 藤井彰人 | 福地寿樹 |
| 東京ヤクルトスワローズ | 嶋基宏   | なし     |
パシフィック・リーグ
| 球団                         | 一軍     | ファーム |
| ---------------------------- | -------- | -------- |
| オリックス・バファローズ     | 水本勝巳 | 風岡尚幸 |
| 福岡ソフトバンクホークス     | 奈良原浩 | なし     |
| 北海道日本ハムファイターズ   | 林孝哉   | なし     |
| 千葉ロッテマリーンズ         | サブロー | なし     |
| 埼玉西武ライオンズ           | 鳥越裕介 | なし     |
| 東北楽天ゴールデンイーグルス | なし     | なし     |

### 総合コーチ
総合コーチ（野手総合コーチ、打撃総合コーチ、投手総合コーチ、守備走塁総合コーチ、守備総合コーチ）は、球団で異なるがヘッドコーチと同じように作戦面で監督を補佐する球団もある。ヘッドコーチが投手出身者の場合は野手部門のヘッド格として務めるケースもある。投手全般または野手全般（打撃、守備、走塁、バッテリー）を統括することもある。次期監督に向けて勉強するために監督の下で総合コーチを務めるケースもある。
2025年のNPBの総合コーチ
| 球団                       | 一軍                                                               | ファーム                                                    |
| -------------------------- | ------------------------------------------------------------------ | ----------------------------------------------------------- |
| 読売ジャイアンツ           | 村田善則                                                           | 川相昌弘（野手総合・二軍） 金城龍彦（野手総合・三軍）       |
| 阪神タイガース             | 藤本敦士                                                           | なし                                                        |
| 中日ドラゴンズ             | 飯山裕志（野手総合）                                               | 渡邉博幸（野手総合）                                        |
| 北海道日本ハムファイターズ | なし                                                               | 清水雅治                                                    |
| 千葉ロッテマリーンズ       | 光山英和（一軍・二軍統括兼球団本部一軍・二軍統括コーディネーター） |                                                             |
| 横浜DeNAベイスターズ       | 靍岡賢二郎（オフェンスチーフ） 相川亮二（ディフェンスチーフ）      | 中井大介（オフェンスチーフ） 藤田一也（ディフェンスチーフ） |
| 埼玉西武ライオンズ         | なし                                                               | 土肥義弘（投手総合） 青木智史（三軍）                       |
| 広島東洋カープ             | なし                                                               | 畝龍実（三軍統括） 迎祐一郎（三軍野手総合）                 |
| 東京ヤクルトスワローズ     | なし                                                               | 城石憲之                                                    |

### 作戦コーチ
作戦コーチ（戦略コーチ、ベンチコーチ）は、ヘッドコーチと同じ役割で設置されている球団もあるがヘッドコーチとは別に作戦コーチを設置して作戦面に特化するパターンもある。
2025年のNPBの作戦コーチ
| 球団                     | コーチ            |
| ------------------------ | ----------------- |
| 読売ジャイアンツ         | 橋上秀樹          |
| 中日ドラゴンズ           | 森野将彦          |
| オリックス・バファローズ | 齋藤俊雄          |
| 福岡ソフトバンクホークス | 本多雄一 大西崇之 |
| 横浜DeNAベイスターズ     | 進藤達哉          |
| 東京ヤクルトスワローズ   | 松元ユウイチ      |

### 打撃コーチ
打撃コーチ（打撃総合コーチ、打撃チーフコーチ、野手チーフコーチ）は、チームの打者全員の指導を担当する。打撃技術の向上を手助けするために試合前の打撃練習も含めて打者のスイングを確認して打撃に関しての助言を行う。ビデオ技術が導入されてからは映像解析によってスイングの問題点の迅速な発見が可能になった。
2025年のNPBの打撃コーチ
セントラル・リーグ
| 球団                   | 一軍                                                         | ファーム                                                           |
| ---------------------- | ------------------------------------------------------------ | ------------------------------------------------------------------ |
| 読売ジャイアンツ       | 二岡智宏（チーフ） 亀井善行                                  | 矢野謙次（ニ軍・チーフ） 橋本到（二軍） ゼラス・ウィーラー（巡回） |
| 阪神タイガース         | 小谷野栄一（チーフ） 上本博紀 和田豊（巡回コーディネーター） | 北川博敏（チーフ） 梵英心                                          |
| 中日ドラゴンズ         | 松中信彦（統括） 森野将彦                                    | 小池正晃（統括） 福田永将                                          |
| 横浜DeNAベイスターズ   | なし                                                         | なし                                                               |
| 広島東洋カープ         | 朝山東洋 小窪哲也                                            | 福地寿樹 新井良太                                                  |
| 東京ヤクルトスワローズ | 大松尚逸（チーフ） 杉村繁 吉岡雄二                           | 宮出隆自 坪井智哉                                                  |
パシフィック・リーグ
| 球団                         | 一軍                               | ファーム                                         | その他                                                     |
| ---------------------------- | ---------------------------------- | ------------------------------------------------ | ---------------------------------------------------------- |
| オリックス・バファローズ     | 嶋村一輝 川島慶三                  | 髙橋信二 福川将和                                | なし                                                       |
| 福岡ソフトバンクホークス     | 村上隆行                           | 村松有人（二軍） 大道典良（三軍） 森笠繁（四軍） | 長谷川勇也（スキル） 明石健志（スキル） 菊池拓斗（スキル） |
| 北海道日本ハムファイターズ   | 八木裕                             | 佐藤友亮 小田智之 横尾俊建                       | なし                                                       |
| 千葉ロッテマリーンズ         | 大塚明（チーフ） 栗原健太          | 堀幸一 細谷圭                                    | なし                                                       |
| 埼玉西武ライオンズ           | 仁志敏久 立花義家                  | なし                                             | なし                                                       |
| 東北楽天ゴールデンイーグルス | 下園辰哉 渡辺浩司 森岡良介（補佐） | 雄平 後藤武敏                                    | なし                                                       |

### 投手コーチ
投手コーチ（投手総合コーチ、投手チーフコーチ）は、1人のみが担当してチームの投手全員の指導を担当する。通常は投手出身者が務めるが稀に元捕手ながら務めたデーブ・ダンカンのような例外もある。スプリングトレーニング（春季キャンプ）の時期から全ての投手の能力を評価して体調を管理して投球に関しての助言を行う。分析した結果から監督に投手の起用策について提言を行う。投手が疲れている時、イニングの途中に指示を伝達する必要がある場合にマウンドを訪問する。日本のプロ野球では基本的に2人が担当して1人がベンチ担当、もう1人はブルペン担当として登録することが殆どである。
2025年のNPBの投手コーチ
セントラル・リーグ
| 球団                   | 一軍                                               | ファーム                                                                                       | その他         |
| ---------------------- | -------------------------------------------------- | ---------------------------------------------------------------------------------------------- | -------------- |
| 読売ジャイアンツ       | 杉内俊哉（チーフ） 内海哲也                        | 山口鉄也（二軍チーフ） 大竹寛（二軍） 三澤興一（三軍チーフ） 野上亮磨（三軍） 久保康生（巡回） | なし           |
| 阪神タイガース         | 安藤優也（チーフ） 金村曉                          | 久保田智之（チーフ） 江草仁貴 渡辺亮                                                           | なし           |
| 中日ドラゴンズ         | 浅尾拓也 山井大介 大塚晶文（巡回・スコアラー兼任） | 小山伸一郎（統括） 小林正人 田島慎二                                                           | なし           |
| 横浜DeNAベイスターズ   | 大原慎司（チーフ） 小杉陽太                        | 桑原義行（コーディネーター） 入来祐作（アシスタント兼コーディネーター） 八木快                 | 加賀繁（補佐） |
| 広島東洋カープ         | 菊地原毅 永川勝浩                                  | 高橋建 横山竜士 野村祐輔（三軍）                                                               | なし           |
| 東京ヤクルトスワローズ | 小野寺力 石井弘寿                                  | 正田樹 由規 伊藤智仁（コーディネーター）                                                       | なし           |
パシフィック・リーグ
| 球団                         | 一軍                                   | ファーム |
| ---------------------------- | -------------------------------------- | --- |
| オリックス・バファローズ     | 厚沢和幸 比嘉幹貴                      | 平井正史 牧野塁 |
| 福岡ソフトバンクホークス     | 倉野信次（チーフ） 若田部健一 中田賢一 | 小笠原孝（二軍チーフ） 牧田和久（ニ軍） 寺原隼人（三軍チーフ） 奥村政稔（三軍） フェリペ・ナテル（四軍） 川越英隆（四軍統括コーディネーター） 森山良二（リハビリ） 星野順治（コーディネーター） |
| 北海道日本ハムファイターズ   | 加藤武治 武田久                        | 江口孝義 金子千尋 浦野博司 |
| 千葉ロッテマリーンズ         | 黒木知宏 建山義紀                      | 南昌輝 大隣憲司 松永昂大 大谷智久（コーディネーター） |
| 埼玉西武ライオンズ           | 豊田清（チーフ） 大石達也              | 渡辺智男 青木勇人 榎田大樹 |
| 東北楽天ゴールデンイーグルス | 石井貴 久保裕也                        | 青山浩二 永井怜 有銘兼久 |

#### ブルペンコーチ
ブルペンコーチは、基本的にはリリーフ投手のみにその指導範囲が限定されている。通常は投手または捕手の出身者が務める。投手コーチが試合中にダッグアウト入りしている間はブルペンコーチがブルペンに待機してリリーフ投手に付き添い彼らの仕上がりを確認する。日本のプロ野球ではブルペンコーチとして登録することは稀である。
2025年のNPBのブルペンコーチ
| 球団                     | コーチ                      |
| ------------------------ | --------------------------- |
| 阪神タイガース           | 片山大樹                    |
| 福岡ソフトバンクホークス | 若田部健一 中田賢一（補佐） |

### 守備走塁コーチ
守備走塁コーチ（守備走塁総合コーチ、内野守備走塁コーチ、外野守備走塁コーチ、内野守備コーチ、外野守備コーチ）は、捕手を除く野手の守備走塁の指導を担当する。試合前のノックや試合中のベースコーチとして走塁指示なども担当する。ベースコーチは試合中に一塁および三塁付近のファウルゾーン内に設けられたコーチャーズボックス内にそれぞれ1人ずつ位置する。
- 一塁ベースコーチの主な任務は投手の牽制球の癖を見抜いて一塁走者に二塁への盗塁を試行するタイミングについての指示や、打者走者に一塁で止まるか先の塁へ進むかの指示を出す事である[1]。
- 三塁ベースコーチはダッグアウト内に位置する監督の指示を打者に伝達したり、相手チームの外野手の送球の速度・精度を予め把握した上で、打球の勢いや走者の走力なども考慮に入れて走者を本塁へ突入させるか否かの重要な判断を一瞬で行う必要がある[1][7]。本塁で走者がアウトになった時には、批判の的になってしまう事も少なくない[7]。

ベースコーチは、あくまでも試合中の「仕事、役割」でありチームにおける「職務、肩書」ではない。そのため、基本的に守備、走塁を担当するコーチが当てられるがオープン戦では新任コーチが経験を積むためにベースコーチに就いたり、シーズン中も他の野手を担当するコーチに当てられたり担当を代えられたりすることもある他に伊原春樹のように監督自らがベースコーチを担当する例もある。
2025年のNPBの守備走塁コーチ
セントラル・リーグ
| 球団                   | 一軍                                                    | ファーム |
| ---------------------- | ------------------------------------------------------- | --- |
| 読売ジャイアンツ       | 古城茂幸（内野守備） 松本哲也（外野守備走塁）           | 脇谷亮太（二軍内野守備走塁） 鈴木尚広（二軍外野守備走塁） 吉川大幾（三軍内野守備走塁） 立岡宗一郎（三軍外野守備走塁） |
| 阪神タイガース         | 田中秀太（内野守備走塁） 筒井壮（外野守備走塁・チーフ） | 馬場敏史（守備走塁・チーフ） 山崎憲晴（内野守備走塁） 工藤隆人（外野守備走塁）                                        |
| 中日ドラゴンズ         | 堂上直倫（内野守備走塁） 中村豊（外野守備走塁）         | 森越祐人（内野守備走塁） 平田良介（外野守備走塁）                                                                     |
| 横浜DeNAベイスターズ   | 田中浩康（内野守備） 河田雄祐（外野守備）               | 藤田一也（内野守備） 上田佳範（外野守備）                                                                             |
| 広島東洋カープ         | 三好匠（内野守備走塁） 赤松真人（外野守備走塁）         | 福地寿樹（走塁） 東出輝裕（内野守備走塁） 廣瀬純（外野守備走塁）                                                      |
| 東京ヤクルトスワローズ | 寺内崇幸（内野守備走塁） 松元ユウイチ（外野守備走塁）   | 土橋勝征（内野守備走塁） 山崎晃大朗（外野守備走塁）                                                                   |
パシフィック・リーグ
| 球団                         | 一軍                                                                                        | ファーム |
| ---------------------------- | ------------------------------------------------------------------------------------------- | --- |
| オリックス・バファローズ     | 安達了一（内野守備走塁） 松井佑介（外野守備走塁）                                           | 小島脩平（内野守備走塁） 由田慎太郎（外野守備走塁） |
| 福岡ソフトバンクホークス     | 本多雄一（内野守備走塁） 大西崇之（外野守備走塁）                                           | 髙田知季（二軍内野守備走塁） 城所龍磨（二軍外野守備走塁） 金子圭輔（三軍内野守備走塁） 高波文一（三軍外野守備走塁） 笹川隆（四軍内野守備走塁） 釜元豪（四軍外野守備走塁） 荒金久雄（野手統括コーディネーター） 中谷将大（リハビリ） 関川浩一（野手コーディネーター） 井出竜也（野手コーディネーター） |
| 北海道日本ハムファイターズ   | 谷内亮太（内野守備走塁） 森本稀哲（外野守備走塁） 代田建紀（走塁）                          | 岩舘学（内野守備走塁） 紺田敏正（外野守備走塁） |
| 千葉ロッテマリーンズ         | 金子誠（チーフ守備走塁） 根元俊一（内野守備走塁） 伊志嶺翔大（外野守備走塁） 大塚明（走塁） | 三木亮（内野守備走塁） 諸積兼司（外野守備走塁） 小坂誠（守備コーディネーター） |
| 埼玉西武ライオンズ           | 大引啓次（内野守備走塁） 熊代聖人（外野守備走塁）                                           | なし |
| 東北楽天ゴールデンイーグルス | 塩川達也（内野守備走塁） 川名慎一（外野守備走塁）                                           | 奥村展征（内野守備走塁） 牧田明久（外野守備走塁） |

### バッテリーコーチ
バッテリーコーチは、捕手の育成指導に当たる。スローイングとキャッチングの基本から打者心理を読んだ配球を投手に指示するリードまで教える内容は幅広い。投手コーチがバッテリーコーチも兼任することもある。
2025年のNPBのバッテリーコーチ
セントラル・リーグ
| 球団                   | 一軍     | ファーム                        |
| ---------------------- | -------- | ------------------------------- |
| 読売ジャイアンツ       | 實松一成 | 加藤健（二軍） 市川友也（三軍） |
| 阪神タイガース         | 野村克則 | 日高剛                          |
| 中日ドラゴンズ         | 大野奨太 | 小田幸平                        |
| 横浜DeNAベイスターズ   | なし     | なし                            |
| 広島東洋カープ         | 石原慶幸 | 倉義和                          |
| 東京ヤクルトスワローズ | 井野卓   | 衣川篤史                        |
パシフィック・リーグ
| 球団                         | 一軍     | ファーム                                                                    |
| ---------------------------- | -------- | --------------------------------------------------------------------------- |
| オリックス・バファローズ     | 山崎勝己 | 松井雅人                                                                    |
| 福岡ソフトバンクホークス     | 高谷裕亮 | 細川亨（二軍） 清水将海（三軍） 的山哲也（四軍） 森浩之（コーディネーター） |
| 北海道日本ハムファイターズ   | 山田勝彦 | 的場直樹 山中潔（捕手インストラクター）                                     |
| 千葉ロッテマリーンズ         | 江村直也 | 金澤岳                                                                      |
| 埼玉西武ライオンズ           | 中田祥多 | 野田浩輔                                                                    |
| 東北楽天ゴールデンイーグルス | 田中雅彦 | 下妻貴寛                                                                    |

### 育成コーチ
育成コーチは、ファーム（二軍、三軍）に設置されることが多く選手の育成を手助けするコーチのことである。他のコーチと異なって試合には同行せず本拠地に残って選手を指導することが多い。
2025年のNPBの育成コーチ
| 球団                         | コーチ                                                             |
| ---------------------------- | ------------------------------------------------------------------ |
| オリックス・バファローズ     | 小林宏（チーフ） 小田裕也 鈴木昂平 飯田大祐                        |
| 中日ドラゴンズ               | 小林正人（投手） 大塚晶文（投手・スコアラー兼任） 渡邉博幸（野手） |
| 千葉ロッテマリーンズ         | 南昌輝（投手）                                                     |
| 広島東洋カープ               | 小林幹英（三軍投手強化）                                           |
| 東京ヤクルトスワローズ       | 由規（投手） 西浦直亨（野手）                                      |
| 東北楽天ゴールデンイーグルス | 真喜志康永（総合） 鷹野史寿                                        |

### テクニカルコーチ
テクニカルコーチ（野手コーチ）は、投手全般または野手全般（打撃、守備、走塁、バッテリー）を総合的に指導するコーチのことである。一例としては2018年シーズンに埼玉西武ライオンズの松井稼頭央が務めた。
2025年のNPBのテクニカルコーチ
| 球団                         | 一軍                       | ファーム                                                                               | その他 |
| ---------------------------- | -------------------------- | -------------------------------------------------------------------------------------- | --- |
| 阪神タイガース               | なし                       | 俊介                                                                                   | なし |
| 横浜DeNAベイスターズ         | 相川亮二 河田雄祐 田中浩康 | 上田佳範                                                                               | 万永貴司（コーディネーター） 田代富雄 大村巌（スコアラー兼任） 村田修一（スコアラー兼任） 石井琢朗 鈴木尚典 柳田殖生 辻俊哉 |
| 埼玉西武ライオンズ           | 仁志敏久（チーフ）         | 辻竜太郎 赤田将吾 黒田哲史 大島裕行（以上二軍） 田邊徳雄 木村文紀 鬼﨑裕司（以上三軍） | なし |
| 東北楽天ゴールデンイーグルス | 森岡良介（補佐）           | なし                                                                                   | なし |

### 特命コーチ
特命コーチ（外国人育成コーチ）は、主に外国人選手を指導するコーチのことである。一例としては2002年から2003年まで阪神タイガースの特命コーチを務めたトーマス・オマリー、2022年から二軍野手特命コーチを務める田邊徳雄が挙げられる。

#### 2025年のNPBの特命コーチ
| 球団                     | コーチ                                                                                        |
| ------------------------ | --------------------------------------------------------------------------------------------- |
| 福岡ソフトバンクホークス | リック・バンデンハーク（投手）（7月1日 - 同27日） フリオ・ズレータ（打撃）（7月8日 - 同17日） |

### アナリスト兼任コーチ
アナリスト兼任コーチは、球団アナリストを兼任するコーチである。アナリストとは、数字・データを用いた分析によって戦力向上を支援する役職のことを指す。2025年より、広島東洋カープで初めて導入された。
2025年のNPBのアナリスト兼任コーチ
| 球団           | コーチ                            |
| -------------- | --------------------------------- |
| 広島東洋カープ | 野村祐輔（投手） 迎祐一郎（野手） |

### トレーニングコーチ
トレーニングコーチ（コンディショニングコーチ、ストレングスコーチ）は、トレーニングなどの指導を行うコーチのことである。学生時代に専門の知識を学んでプロ野球選手経験の無い（時には野球経験すら無い）アスレティックトレーナーが務めることもある。
NPBのトレーニングコーチ
- 会田有志（プロ野球選手経験あり）
- 赤川貴弘
- 赤坂守
- 浅井浄
- 穴吹育大
- 安部井寛
- 池田重喜（プロ野球選手経験あり）
- 石橋秀幸
- 石原慎二
- 石森卓
- 伊藤彬
- 伊藤敦規（プロ野球選手経験あり）
- 伊藤博
- 上野正康
- 潮喬平
- 内田幸二
- 宇都博之
- 海老野貴勇
- 大久保計雄（プロ野球選手経験あり）
- 大迫幸一
- 大谷幸弘
- 岡本光（プロ野球選手経験あり）
- 長田孝幸
- 勝崎耕世
- 上水流洋（プロ野球選手経験あり）
- 川村隆史
- 管進吾
- 菊池大祐
- 北野一郎
- 橘内基純
- 木村龍治（プロ野球選手経験あり）
- 工藤建太
- 楠貴彦
- 倉俣徹
- 黒川春樹
- 佐伯勉
- 坂元忍
- 里隆文
- 白坂契
- 白水直樹
- 杉山茂（プロ野球選手経験あり）
- 鈴木章介
- 住田ワタリ
- 芹澤雄介
- ジョン・ターニー
- 多胡肇
- 多田久剛
- 立花龍司
- 谷川哲也
- 田畑一也（プロ野球選手経験あり）
- 田村征男
- 塚原賢治
- 塚本洋
- 土谷和夫
- 続木敏之（プロ野球選手経験あり）
- 手塚一志
- 土手本勝次（プロ野球選手経験あり）
- 鳥井田淳
- 内藤重人
- 中垣征一郎
- 中川卓璽
- 中野達也
- 中原啓吾
- 中村達昭
- 中山悌一
- 根本淳平
- 花増幸二（プロ野球選手経験あり）
- 原上佳門
- 平野元章
- 深澤英之
- 福田厚治
- 前田健
- 松本元明
- 三木安司
- 水沢薫（プロ野球選手経験あり）
- 水野裕都
- 南谷和樹
- 宮前岳巳
- 宮本英治
- 村田広光
- 本屋敷俊介
- 森山良二（プロ野球選手経験あり）
- 安田昌玄
- 山川周一（プロ野球選手経験あり）
- 山口光國
- 山下千春
- 山脇啓司
- 米田進
- 米村理（プロ野球選手経験あり）
- 渡部賢一

## 待遇
日本プロ野球では単年度契約が基本で複数年契約の場合も2年程度とされる。年俸は2012年の週刊ポストによると「1,000万円から3,000万円程度」、里崎智也は2022年の著書で「チームにもよるが800万円から1,500万円、ヘッドコーチは2,000万円から3,000万円くらい」が相場としている。

## 他球団への流出の危険
今浪隆博はデータの流出という観点では他球団へのコーチの流出のリスクはなく、サインも毎シーズン変わるので流出してもどうということはないが、性格や意識など投打の駆け引きや心構えに関わる部分や私生活の情報が流出するリスクは死活問題だとしている。